# Aphonnic
Aphonnic, aussi stylisé APHONNIC, est un groupe espagnol de metal industriel, originaire de Vigo, en Galice.

## Biographie
Le groupe est formé en 2001 des cendres du groupe O Pequeno Baltimore, et commence avec un son très proche du nu metal avec des paroles en anglais liées à toutes sortes de problèmes sociaux. À partir du troisième album 6 Bajo Par, ils décident de remplacer l'anglais par l'espagnol et, dans les œuvres ultérieures, ils commencent à introduire des teintes claires de metalcore dans leur style musical. En vue de la sortie de chacun des trois derniers albums, le groupe lance une campagne de financement participatif, qui s'est avérée très fructueuse. 
Le groupe reçoit à trois reprises le prix Maketón Music décerné par la station de radio LOS40 Vigo pour le meilleur album d'un groupe local,. Le premier en 2006, le deuxième en 2013 et le troisième en 2016. Ils ont également reçu le prix Martín Codax dans la catégorie métal en 2017.

## Membres

### Membres actuels
- Chechu - voix
- Iago - guitare
- Richy - basse
- Alén - batterie

### Anciens membres
- Alex - batterie
- Felipe - claviers
- Iván - guitare

## Discographie
- 2003 : Silencce[4]
- 2006 : Foolproof[4]
- 2009 : 6 Bajo Par[5]
- 2013 : Héroes[6]
- 2016 : Indomables[7],[8]
- 2019 : La Reina
- 2024 : Crema